# Sergej Ignaševič
Sergej Nikolajevič Ignaševič, rusky Серге́й Николаевич Игнашевич (* 14. července 1979, Moskva) je bývalý ruský fotbalista a reprezentant. Nastupoval povětšinou na postu středního obránce.
S ruskou reprezentací získal bronzovou medaili na evropském šampionátu roku 2008 v Rakousku a Švýcarsku. Hrál i na EURU 2012 v Polsku a na Ukrajině, EURU 2016 ve Francii, Mistrovství světa 2014 v Brazílii a Mistrovství světa 2018 doma v Rusku. Za národní tým odehrál celkem 127 utkání, v nichž vstřelil 8 branek.
S CSKA Moskva vyhrál v sezóně 2004/05 Pohár UEFA.
Čtyřikrát se s ním stal mistrem Ruska (2005, 2006, 2012/13, 2013/14) a šestkrát získal ruský pohár (2004/05, 2005/06, 2007/08, 2008/09, 2010/11, 2012/13). Ruský titul (2002) a pohár (2001) získal i s Lokomotivem Moskva.

## Klubová kariéra
Po krátkých obdobích v klubech Spartak Orechovo a Křídla Sovětů Samara se Ignaševič v roce 2001 připojil k Lokomotivu Moskva. Ve své první sezóně v hlavním městě byl součástí týmu, který vyhrál Ruský pohár. O rok později získal Lokomotiv ruský ligový titul.
V roce 2004 Ignaševič opustil Lokomotiv a odešel do městského rivala CSKA. Během dvanácti let v klubu vyhrál Ignaševič ligové tituly v letech 2005, 2006 a 2013, v letech 2008, 2009 a 2013 Ruský pohár a Pohár UEFA 2004-05.
Jak Ignaševič, tak Alexej Berezuckij byli dočasně suspendováni poté, co vzorky obou hráčů odhalily přítomnost zakázané látky po náhodném dopingovém testu po zápase Ligy mistrů UEFA CSKA Moskva-Manchester United dne 3. listopadu 2009. Později vyšlo najevo, že si vzali lék proti nachlazení, který nebyl povolen, a oba hráči byli suspendováni na jeden zápas.
Po odchodu do hráčského důchodu po Mistrovství světa ve fotbale 2018 se Ignaševič rozhodl zůstat u CSKA jako trenér, konkrétně pracovat v mládežnickém klubu.

## Reprezentační kariéra
Ignaševič debutoval za ruskou fotbalovou reprezentaci proti Švédsku 21. srpna 2002. Nastoupil do všech deseti kvalifikačních zápasů týmu na Mistrovství Evropy ve fotbale 2004, třikrát skóroval, ale kvůli zranění vynechal závěrečný turnaj v Portugalsku. Později se objevil za Rusko na Mistrovství Evropy ve fotbale v letech 2008, kde pomohl týmu do semifinále a 2012.
Dne 2. června 2014 byl Ignaševič zařazen do ruského týmu pro Mistrovství světa ve fotbale 2014. 16. června debutoval na Mistrovství světa ve fotbale v prvním zápase skupiny proti Jižní Koreji. Byl zařazen do základní sestavy pro druhý zápas proti Belgii na Maracanã 22. června. Stal se teprve druhým Rusem po Viktoru Onopkovi, který odehrál 100 zápasů za ruskou reprezentaci v zápase proti Alžírsku 26. června v Curitibě. Rusko remizovalo 1:1 a jeho soupeři postoupili na jejich úkor.
Ignaševič se vrátil z reprezentačního důchodu před Mistrovstvím světa ve fotbale 2018, když byl 14. května 2018 povolán, aby nahradil zraněného Ruslana Kambolova. Dne 3. června 2018 byl zařazen do konečné nominace týmu pro Mistrovství světa. Byl jedním ze čtyř hráčů narozených v 70. letech, kteří se zúčastnili turnaje, dalšími byli Tim Cahill (Austrálie), Rafael Márquez (Mexiko) a Essam El Hadary (Egypt). Proti Španělsku v osmifinále si vstřelil vlastní gól, když se zamotal se Sergiem Ramosem během souboje u branky, ale Rusko vyrovnalo díky penaltě a v rozstřelu Ignaševič proměnil svůj pokutový kop, a tím pomohl Rusku senzačně postoupit. Po vyřazení Ruska ve čtvrtfinále Mistrovství světa ve fotbale 2018 Chorvatskem po penaltovém rozstřelu, ve kterém svůj kop proměnil, ale Rusko i přesto prohrálo, ukončil kariéru.

## Reprezentační góly
| Pořadí | Datum              | Místo                              | Soupeř      | Skóre | Výsledek | Soutěž                                            |
| ------ | ------------------ | ---------------------------------- | ----------- | ----- | -------- | ------------------------------------------------- |
| 1.     | 7. června 2003     | St. Jakob-Park, Basilej, Švýcarsko | Švýcarsko   | 1 – 2 | 2–2      | Kvalifikace na Mistrovství Evropy ve fotbale 2004 |
| 2.     | 7. června 2003     | St. Jakob-Park, Basilej, Švýcarsko | Švýcarsko   | 2 – 2 | 2–2      | Kvalifikace na Mistrovství Evropy ve fotbale 2004 |
| 3.     | 6. září 2003       | Lansdowne Road, Dublin, Irsko      | Irsko       | 1 – 1 | 1–1      | Kvalifikace na Mistrovství Evropy ve fotbale 2004 |
| 4.     | 9. září 2009       | Millennium Stadium, Cardiff, Wales | Wales       | 2 – 1 | 3–1      | Kvalifikace na Mistrovství světa ve fotbale 2010  |
| 5.     | 11. října 2011     | Lužniki Stadium, Moskva, Rusko     | Andorra     | 2 – 0 | 6–0      | Kvalifikace na Mistrovství Evropy ve fotbale 2012 |
| 6.     | 3. září 2014       | Arena Khimki, Chimki, Rusko        | Ázerbájdžán | 3 – 0 | 4–0      | přátelský zápas                                   |
| 7.     | 18. listopadu 2014 | Groupama Arena, Budapešť, Maďarsko | Maďarsko    | 1 – 0 | 2–1      | přátelský zápas                                   |
| 8.     | 9. října 2015      | Zimbru Stadium, Kišiněv, Moldavsko | Moldavsko   | 1 – 0 | 2–1      | Kvalifikace na Mistrovství Evropy ve fotbale 2016 |